# Demetrio Franco
Demetrio Franco, född 1443, död 1525, var en albansk historiker och krigare. Hans mest ansedda verk är en biografi om Skanderbeg, Comentario de le cose de' Turchi, et del S. Georgio Scanderbeg, principe d' Epyro som utgavs 1545 och i italiensk översättning 1584 med titeln Gli illustri e gloriosi gesti e vittoriose imprese fatte contro i Turchi dal Signor Don Georgio Castriotto detto Scanderbeg, principe d' Epiro. Demetrio Franco föddes i Shkodra i dagens Albanien, då en del av Republiken Venedig. På moderns sida var han medlem i adelsfamiljen Angelus. Demetrio Franco var en medarbetare till Skanderbeg. Demetrio Franco tvingades i exil till Italien när albanernas motstånd mot turkarna kollapsade 1479. I Italien var han kyrkoherde fram till sin död.

### Fotnoter
1. ↑  Elsie 2012, sid. 147
2. ↑  Prenushi, Mikel. ”Dhimitër Frangu, Skanderbeg's historian and soldier”. Arkiverad från originalet den 27 februari 2012. https://web.archive.org/web/20120227020015/http://www.kulturserver-hamburg.de/home/shkodra/phoenix_05/phoenix_05_art11.html. Läst 1 april 2011.